# Łazy (powiat jarosławski)
Łazy – wieś w Polsce, położona w województwie podkarpackim, w powiecie jarosławskim, w gminie Radymno.
W II Rzeczypospolitej wieś w powiecie jarosławskim województwa lwowskiego. W latach 1944–1945 nacjonaliści ukraińscy z OUN-UPA zamordowali tutaj 4 Polaków i 4 Ukraińców.
W latach 1975–1998 miejscowość należała administracyjnie do województwa przemyskiego.
| SIMC    | Nazwa     | Rodzaj    |
| ------- | --------- | --------- |
| 0609617 | Błonie    | część wsi |
| 0609623 | Doliny    | część wsi |
| 0609630 | Kobarynki | część wsi |
| 0609646 | Korea     | część wsi |
| 0609652 | Rosochy   | część wsi |
| 0609669 | Stary Kąt | część wsi |
| 0609675 | Szewce    | część wsi |

W miejscowości znajdowała się murowana cerkiew św. Mikołaja, wybudowana w 1894 roku. Rozebrano ją w latach 50. XX wieku, pozostały po niej dolne partie ścian oraz fragmenty posadzki.